# Mghabar
Le mgharbar est une pâtisserie traditionnelle algérienne. C'est un gâteau sec fourré à la halva, aux biscuits secs, aux cacahuètes moulues et à la confiture. Il est décoré avec une pince à pâte et légèrement saupoudré de sucre glace[réf. nécessaire].